# 克劳斯-彼得·福普克
克劳斯-彼得·福普克（德語：Klaus-Peter Foppke，20世纪—），德国男子赛艇运动员。他曾代表东德参加1970年世界赛艇锦标赛，获得男子八人单桨有舵手金牌。他也在1971年欧洲赛艇锦标赛上获得一枚银牌。